# 서울 지하철
서울 지하철은 대한민국 서울특별시와 일부 서울 근교 시외 지역을 운행하는 도시 철도 체계이다. 수도권 전철의 중심이 되는 중요한 체계이기도 하다.
서울 지하철은 서울특별시 도시기반시설본부가 관리하는 중전철 노선 9개와 경전철 노선 2개로 이루어져 있다. 운영주체에 따라 총 세 부류로 나뉘는데, 1호선, 2호선, 3호선, 4호선, 5호선, 6호선, 7호선, 8호선, 9호선 2,3단계를 운영하는 서울교통공사와 9호선 1단계 구간을 관리/운영하는 서울시메트로9호선, 그리고 서울 경전철 노선들의 각 운영사들이 있다.
서울 도시철도는 대한민국에서 제일 복잡한 도시 철도 체계이다. 지하철 1 ~ 9호선의 총 거리를 합치면 343.4 km로, 이는 세계적으로도 지하철의 본고장인 런던 지하철과 뉴욕 지하철, 모스크바 지하철, 베이징 지하철, 상하이 지하철, 도쿄 지하철, 베를린 지하철, 파리 메트로 등과 맞먹는 수준이다.
서울 지하철 1호선, 건설과 경부·경인·경원선 각 선의 전철화 사업은 엔 차관에 의해 이루어졌으며, 서울 지하철 1호선은 차량·신호·통신 분야 등에서 일본의 기술 협력에 의해 건설되었으며 개업 당시의 전철은 모두 일제였다. 지하철 건설에 일본은 8,000만 달러의 차관을 공여하고, 장기간에 걸쳐 현지 지도 및 일본 국내 연수를 실시해 왔다. 그 때문에, 현시점에서도 지시 확인 등, 기본적인 운용은 일본식이다.
평양의 지하철에 이어 한반도에서 두 번째로 개업했다.

## 역사
서울 도시철도는 건설 시기에 따라 1기 지하철(1·2·3·4), 2기 지하철(5·6·7·8), 3기 지하철(9·10·11·12), 그리고 서울 경전철로 구분된다. 1990년대 초 3기 지하철을 계획하였으나, IMF 외환위기로 인해 9·10·11·12호선 중 10·11·12호선 계획이 폐기되고 3호선 오금 연장(수서~오금)과 9호선이 추진되었고, 3기 지하철의 일부 노선들은 광역철도와 서울 경전철의 노선으로 계승되어 사업이 진행되고 있다.
서울 도시철도는 개통 이래 수도권 전철과 별개의 개념으로서 운영되어 왔다(단, 요금체계는 모두 같았다). 노선도에는 '국철' 노선과 '도시 철도' 노선이 다른 명칭과 다른 색으로 표시되어 왔다. 예를 들어 4호선의 경우, 당시에는 4호선(파란색)·국철(혹은 과천선·안산선으로 회색 혹은 연파란색)으로 나누어 표시되어 왔다. 또한 1호선은 도시 철도 구간(빨간색)을 제외한 모든 국철 구간이 남색(혹은 군청색)으로 표시되었다. 그러나 이러한 표기는 노선 구분이 많아지고 복잡해지면서 직결 운행하는 노선을 같은 명칭과 같은 색상으로 통합표기하는 것이 여객 안내 및 홍보에 편리하다고 판단하여, 2000년에는 수도권 전철과 서울 지하철의 명칭과 색상을 통합하였고, 현재는 거의 구분하지 않는다.

### 시초
서울 시내에는 1968년까지 노면전차가 운영되었으나, 1968년 11월 30일에 운행이 중단되어 전격적으로 철거되었다. 도로 교통의 발달로 노면전차가 완전히 폐지되기는 하였으나 많은 수용량을 가진 대중교통이 폐지된 것은 이미 1950년대 말부터 급증하던 도시 노동자들이 이동하기 힘들게 만든 것이나 다름없는 것이었다. 1970년 4월 서울시장으로 부임한 양택식에 의해 지하철 건설이 계획되었다. 양택식은 1966년에서 다음해까지 철도청장을 역임한 인물로서, 1960년대~1970년대 도시화 과정을 주도한 네 명의 시장 가운데 철도에 대하여 가장 긍정적 인식을 가지고 있던 인물이었다. 이 계획은 당시 김학렬 당시 경제기획원장의 극심한 반대에 부딪혔다. 지하철 건설에 들어가는 막대한 비용은 외국 차관 없이는 조달할 수 없었고, 또한 긴축경제와 인구집중 심화 방지라는 논리로 경제관료들은 지하철 건설에 반대했다. 그러나 이후락 당시 주일대사의 설득 등으로 인해 박정희 당시 대통령은 지하철 건설을 최종 결정한다. 물론 실제 사업 진행은 경제기획원의 개입을 통해 진행되었다. 서울시 육백년사에 따르면 서울 교통난의 해결을 위하여 지하철이 구상되기 시작한 것은 1960년대 초반으로 추정된다. 그러나 본격적인 보고서가 나오기 시작한 것은 1963년이었다.

### 1기와 2기 지하철

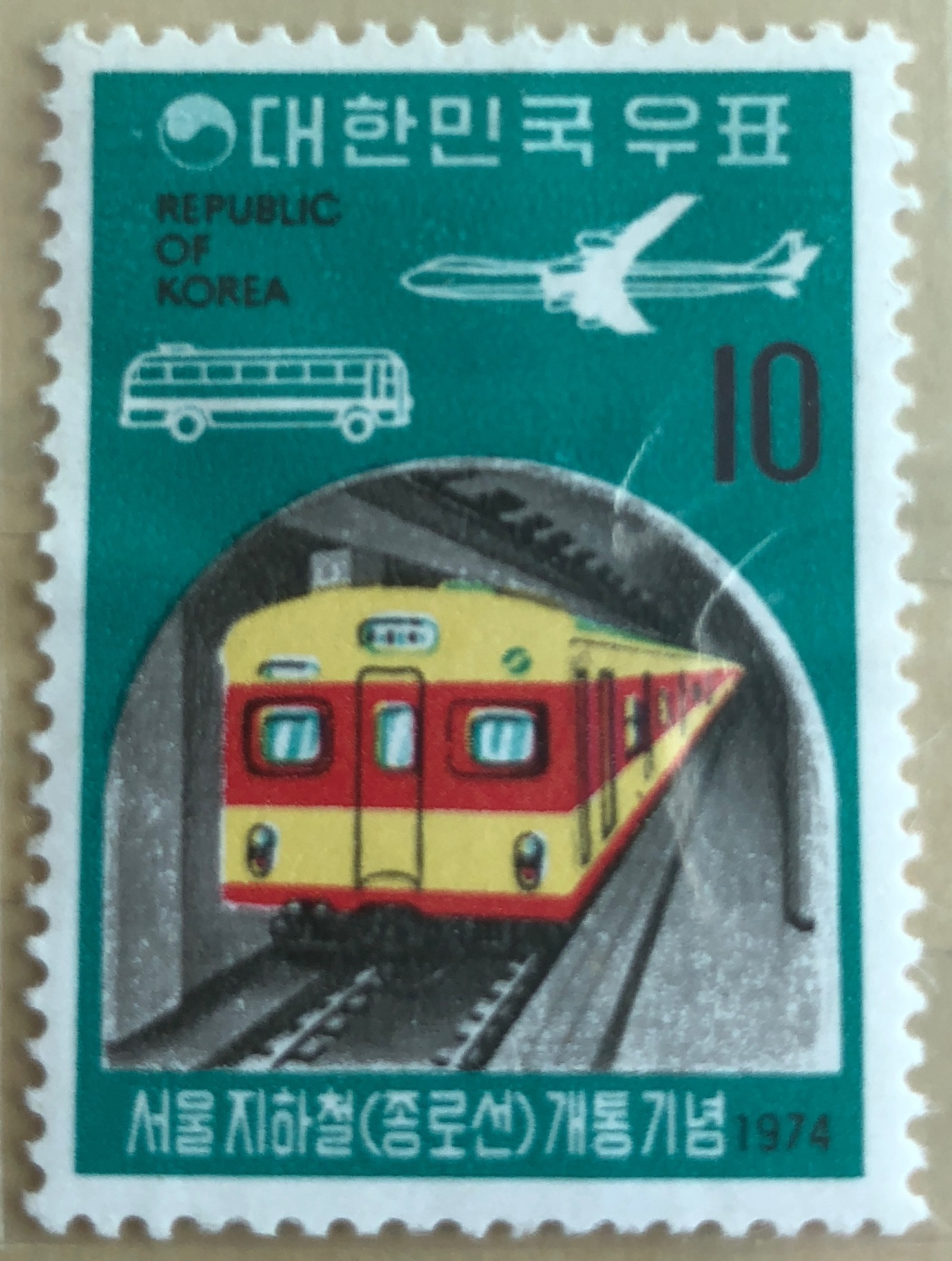
서울 지하철(종로선) 개통기념 우표

서울 지하철의 초창기에 해당하는 부분이다. 1기는 1호선, 2호선, 3호선, 4호선을 일컬으며 1970년부터 1985년 사이에 이들 노선의 사업이 진행되었다. 구간은 1호선(서울역 - 종로 - 동대문 - 청량리), 2호선(시청 ↔ 을지로 ↔ 왕십리 ↔ 성수(성수 - 신설동) ↔ 잠실 ↔ 종합운동장 ↔ 강남 ↔ 교대 ↔ 사당 ↔ 서울대입구 ↔ 신도림 ↔ 영등포구청 ↔ 신촌 ↔ 시청), 3호선(구파발 - 불광동 - 독립문 - 충무로 - 압구정 - 교대 - 양재), 4호선(상계 - 미아동 - 한성대입구 - 충무로 - 서울역 - 동작 - 사당)이다. 서울교통공사에서 운영하고 있다.
2기 지하철 시기는 서울 지하철의 중반기에 해당되는 때이다. 5호선, 6호선, 7호선, 8호선 및 1기 지하철의 연장구간인 2호선 신도림 - 양천구청 - 까치산 구간과 3호선 지축 - 구파발, 양재 - 대치 - 수서 구간과 4호선 상계 - 당고개를 일컬으며 1990년부터 2001년까지 공사가 진행되었다. 구간은 5호선(방화 - 김포공항 - 까치산 - 영등포구청 - 여의도 - 공덕 - 광화문 - 왕십리 - 군자 - 천호 강동 - 상일동, 오금 - 마천), 6호선(응암 → 독바위 → 응암 - 월드컵경기장 - 공덕 - 이태원 - 약수 - 동묘앞 - 상월곡 - 태릉입구 - 봉화산), 7호선(장암 - 도봉산 - 태릉입구 - 상봉 - 건대입구 - 청담 - 고속터미널 - 이수 - 신풍 - 철산 - 온수), 8호선(암사 - 잠실 - 가락시장 - 복정 - 모란)이다. 기존 노선의 연장 구간을 제외한 신규 2기 지하철 노선은 서울교통공사에서 운영하고 있다.

### 3기 지하철과 경전철
3기 지하철은 2기 지하철 건설에도 여전히 남아 있던 도시철도 음영지역과 여전히 부족했던 네트워크 확충을 위한 서울시의 지하철 노선 확충 계획이었다. 9호선, 10호선, 11호선, 12호선 및 3호선 연장선(수서 - 오금)이 계획되었으나 IMF의 권고에 의해 파기되었다. 이 가운데 9호선과 3호선 오금 연장 노선은 서울특별시에 의해 다시 추진되었고, 10·11·12호선은 광역철도 노선과 서울 시내 경전철 노선 등으로 전환되었다. 구간은 3호선 수서 ~ 오금, 9호선(개화 - 김포공항 - 가양동 - 염창동 - 여의도 - 노량진 - 동작 - 고속터미널 - 신논현 - 종합운동장 - 둔촌동 - 중앙보훈병원)이다. 서울시메트로9호선 구간을 제외한 신규 3기 지하철 노선은 서울교통공사에서 운영하고 있다.
2013년 7월 24일, 서울시는 총 연장 85.41km, 사업비 8조 규모의 경전철 계획안(서울시 도시철도 종합발전방안)을 발표하였다. 2007년 발표되었던 "10개년 도시철도 기본계획"을 일부 수정하여 9개 노선을 확정지었으며, 신교통 수단인 트램(노면전차)도 계획안에 포함되었다.
서울특별시는 서울시에서 운영한 노선은 앞으로 기존 노선의 연장을 제외하고 경전철로 지을 계획이다. 노선색은 진한 회색이다. 서울시는 경전철을 민간자본으로 건설할 예정이지만 수요가 낮은 지역은 사업자를 유치하지 못하여 논란이 있다.

### 연혁
- 1971년 4월 12일: 1호선 기공.
- 1974년 8월 15일: 1호선 개통.
- 1980년 10월 31일: 2호선 개통.
- 1985년 4월 20일: 4호선 개통.
- 1985년 7월 12일: 3호선 개통.
- 1995년 11월 15일: 5호선 개통.
- 1996년 10월 11일: 7호선 개통.
- 1996년 11월 23일: 8호선 개통.
- 2000년 8월 7일: 6호선 개통.
- 2009년 7월 24일: 9호선 개통.
- 2017년 9월 2일: 우이신설선 개통.
- 2022년 5월 28일: 신림선 개통.

## 노선
서울 지하철은 서울특별시 도시기반시설본부가 관리하는 도시 철도 노선, 즉 서울교통공사, 서울시메트로9호선이 운영하는 구간만을 일컫는 것으로, 일부에서는 한국철도공사가 운영하는 과천선 · 분당선 · 일산선 등도 포함시키기도 하지만 각종 통계에서는 한국철도공사 구간은 국가철도공단이 소유하고 있기 때문에 포함하지 않는다. 참고로 서울 지하철 총 길이를 말할 때 흔히 사용되는 343.4km는 서울특별시 도시기반시설본부가 관리하는 노선만의 길이이다.
서울 지하철에서 가장 긴 노선은 서울 지하철 7호선이고, 가장 짧은 노선은 서울 지하철 1호선(종로선)이다.
| 노선색 | 노선명     | 기점       | 종점            | 차량 기지   | 역 수 | 거리                       | 소유자                              | 운영자                         |
| ------ | ---------- | ---------- | --------------- | ----------- | ----- | -------------------------- | ----------------------------------- | ------------------------------ |
|        | 1호선      | 서울       | 청량리          | 동묘앞      | 10    | 7.8km                      | 서울특별시                          | 서울교통공사                   |
|        | 2호선      | 시청       | 시청            | 용답        | 44    | 48.8km                     | 서울특별시                          | 서울교통공사                   |
| 성수   | 2호선      | 신설동     | 5               | 용답        | 5.4km |                            | 서울특별시                          | 서울교통공사                   |
| 신도림 | 2호선      | 까치산     | 도림천          | 5           | 6.0km |                            | 서울특별시                          | 서울교통공사                   |
|        | 3호선      | 지축       | 오금            | 지축 수서   | 34    | 38.2km                     | 서울특별시                          | 서울교통공사                   |
|        | 4호선      | 당고개     | 남태령          | 창동        | 26    | 31.1km                     | 서울특별시                          | 서울교통공사                   |
|        | 5호선      | 방화       | - 상일동 - 마천 | 방화 상일동 | 51    | 45.2km (본선) 7.1km (지선) | 서울특별시                          | 서울교통공사                   |
|        | 6호선      | 응암       | 신내            | 신내        | 39    | 36.4km                     | 서울특별시                          | 서울교통공사                   |
|        | 7호선      | 장암       | 석남            | 천왕 장암   | 53    | 61.0km                     | 서울특별시 경기도 부천시 인천광역시 | 서울교통공사 인천교통공사      |
|        | 8호선      | 암사       | 모란            | 모란        | 18    | 17.7km                     | 서울특별시                          | 서울교통공사                   |
|        | 9호선      | 개화       | 중앙보훈병원    | 개화        | 38    | 40.8 km                    | 서울특별시                          | 서울시메트로9호선 서울교통공사 |
|        | 우이신설선 | 북한산우이 | 신설동          | 북한산우이  | 13    | 11.4km                     | 서울특별시                          | 우이신설경전철                 |
|        | 신림선     | 샛강       | 관악산          | 보라매공원  | 11    | 8.1km                      | 서울특별시                          | 남서울경전철                   |
| 합계   | 11개 노선  | -          | -               | -           | 337   | 352.8km                    | -                                   | -                              |
| 비고   |            |            |                 |             |       |                            |                                     |                                |

## 사진

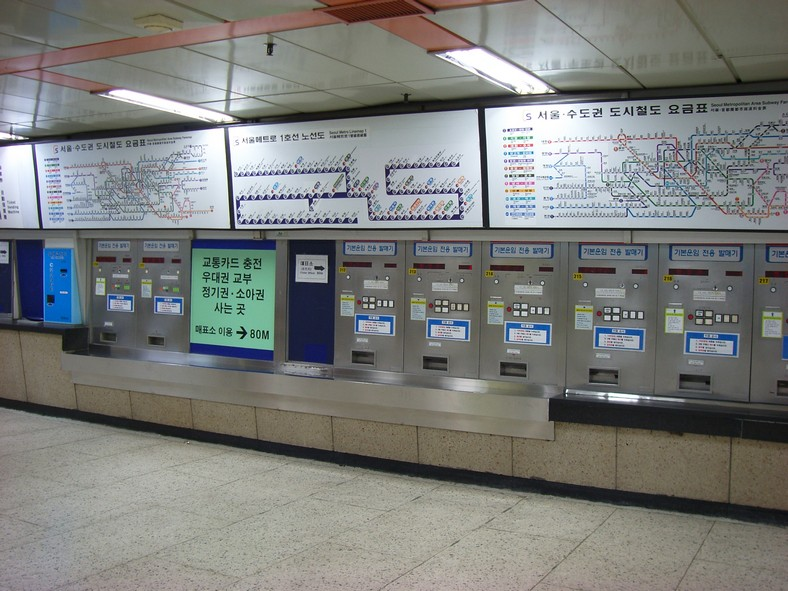
1호선 시청역(1회용 교통카드 발매기 교체 전)
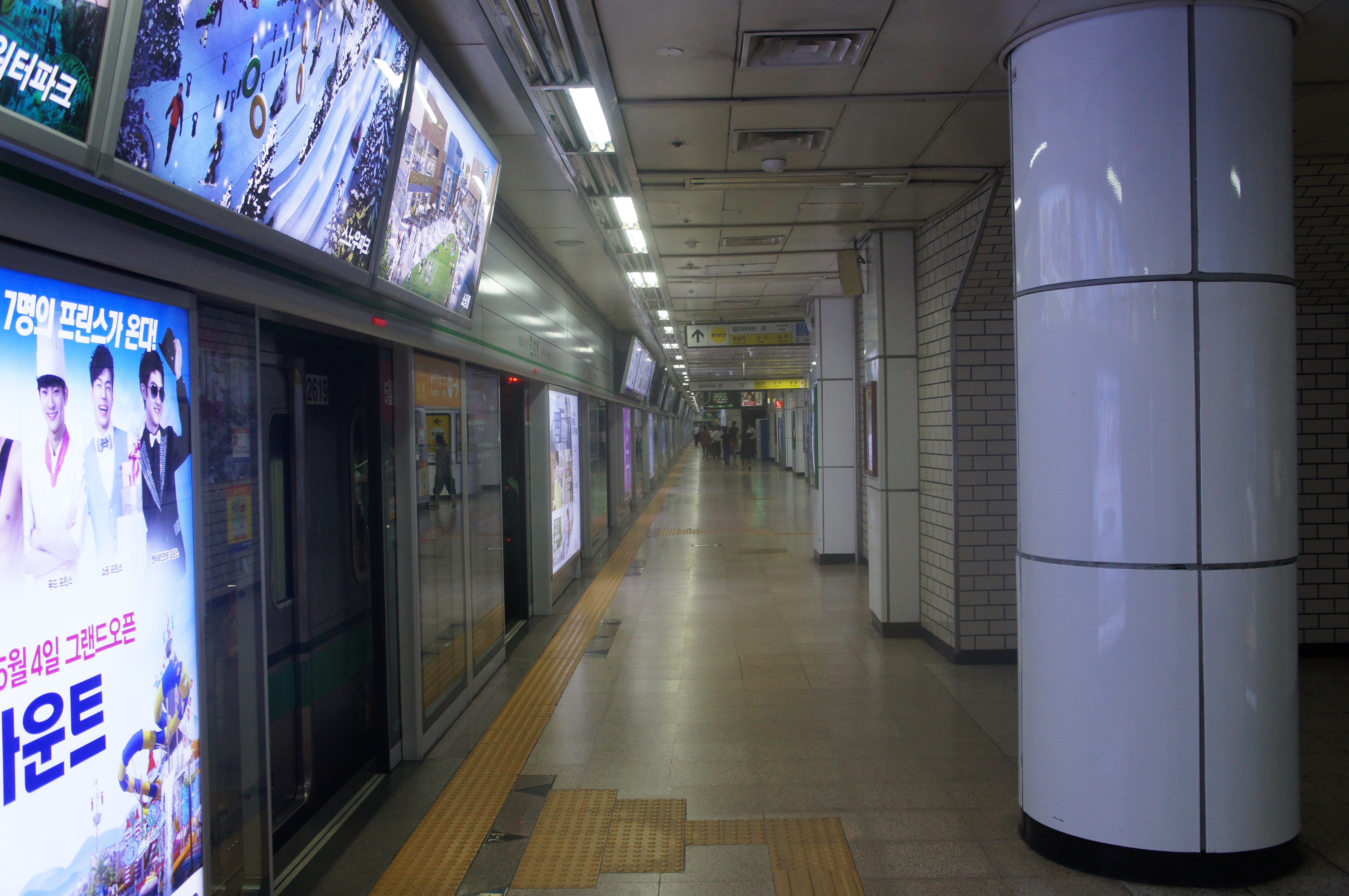
2호선 선릉역
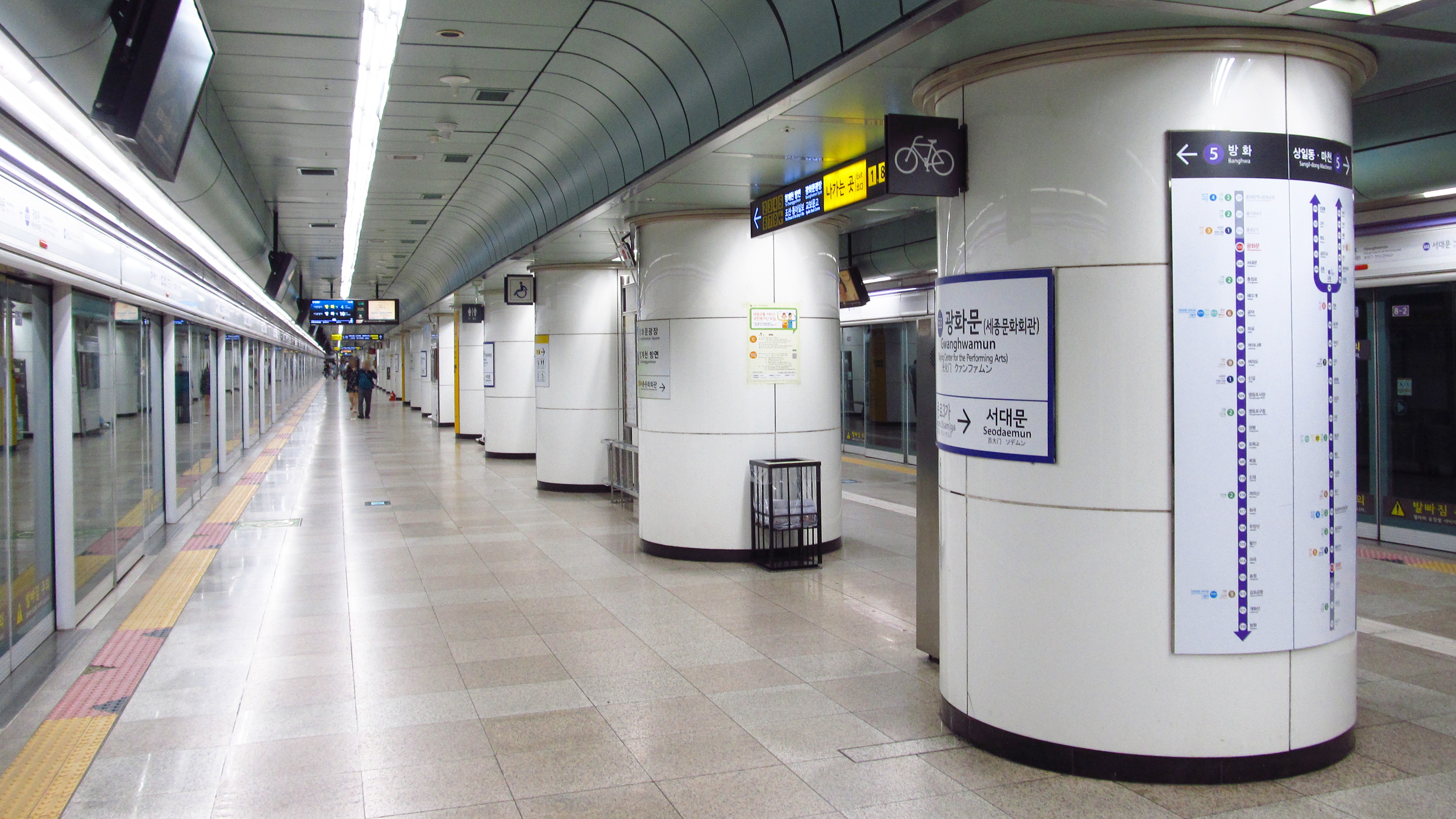
5호선 광화문역
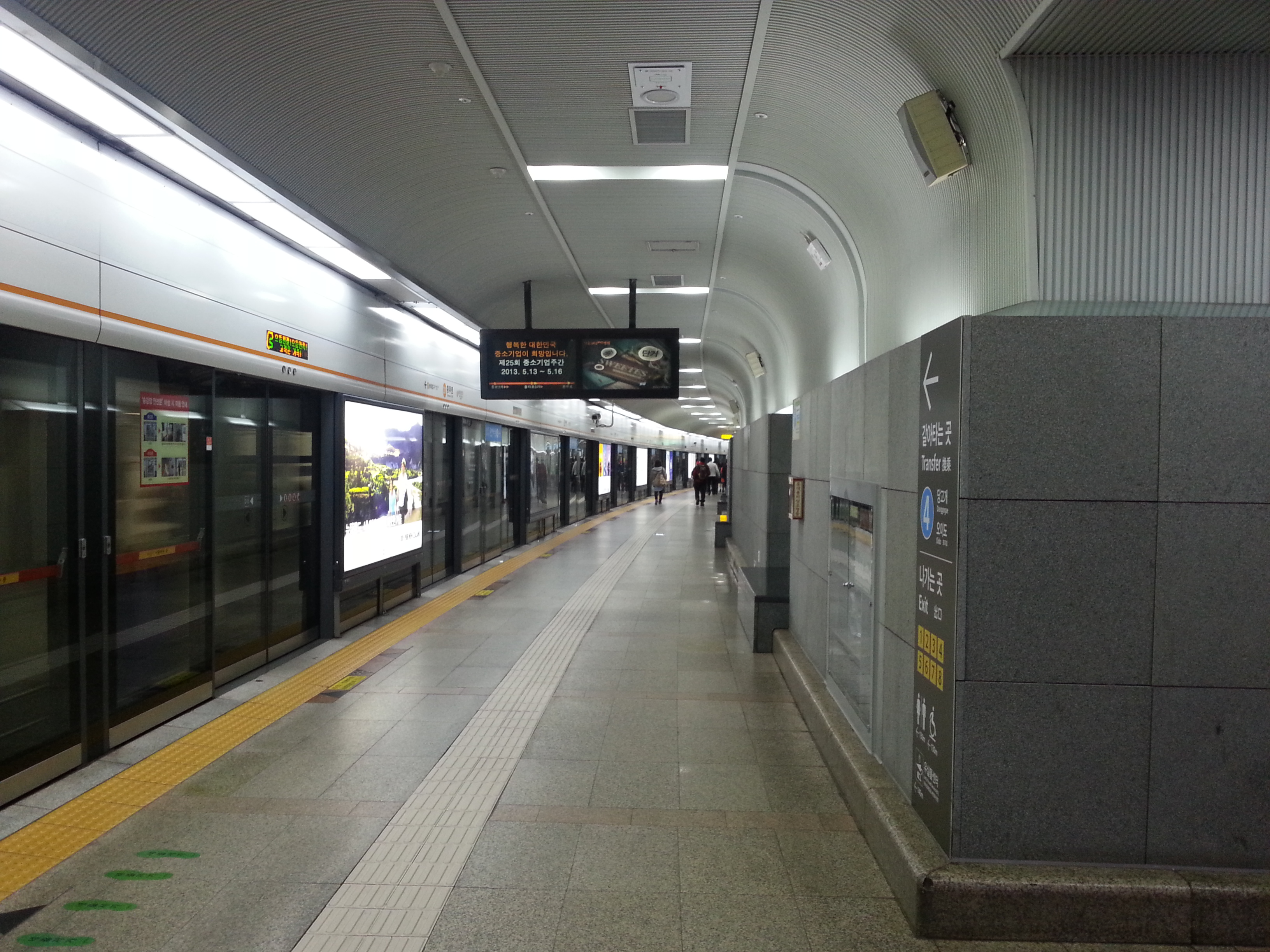
3호선 충무로역
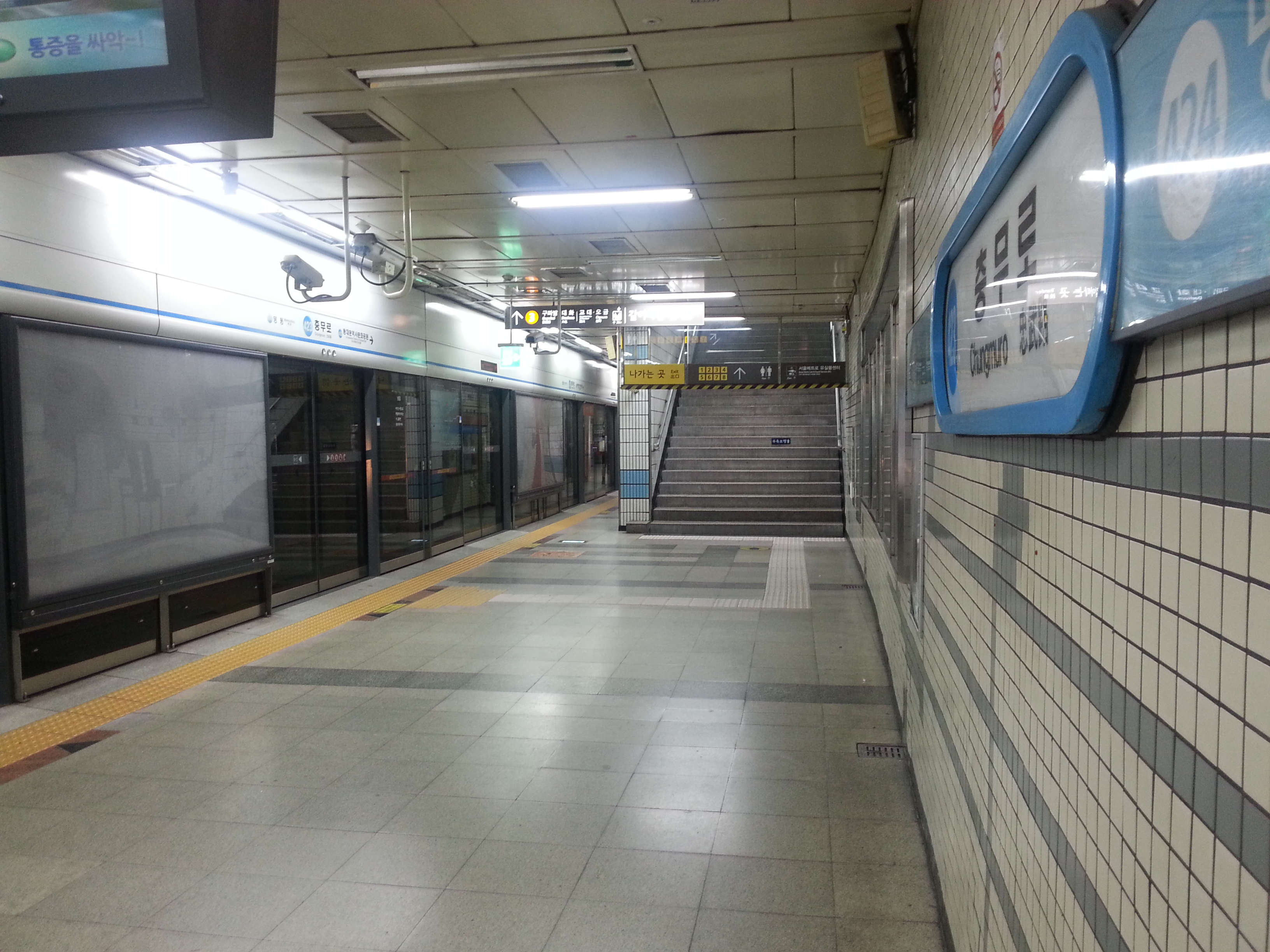
4호선 충무로역
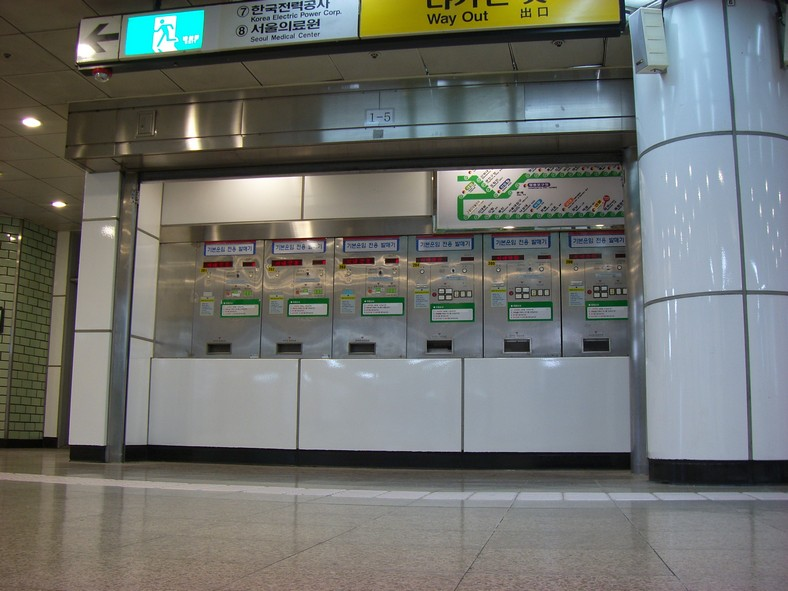
2호선 삼성역 (1회용 교통카드 발매기 교체 전)
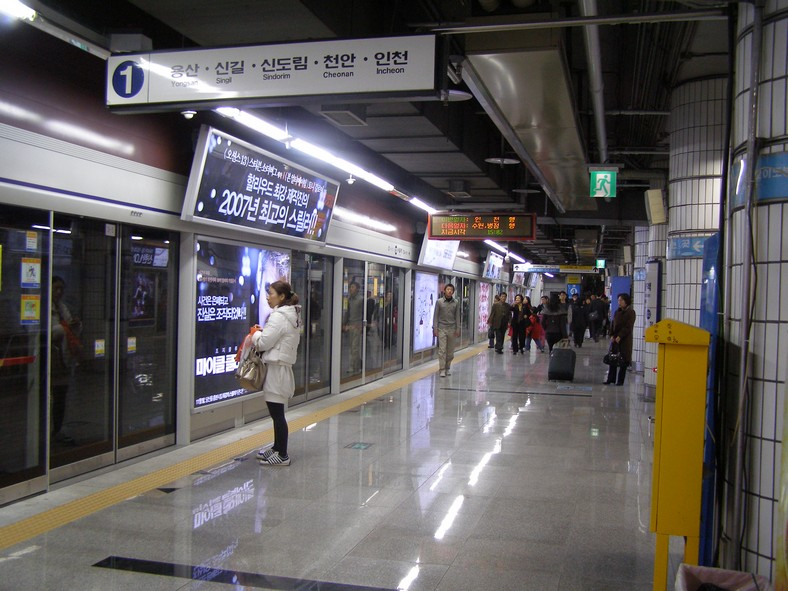
1호선 서울역
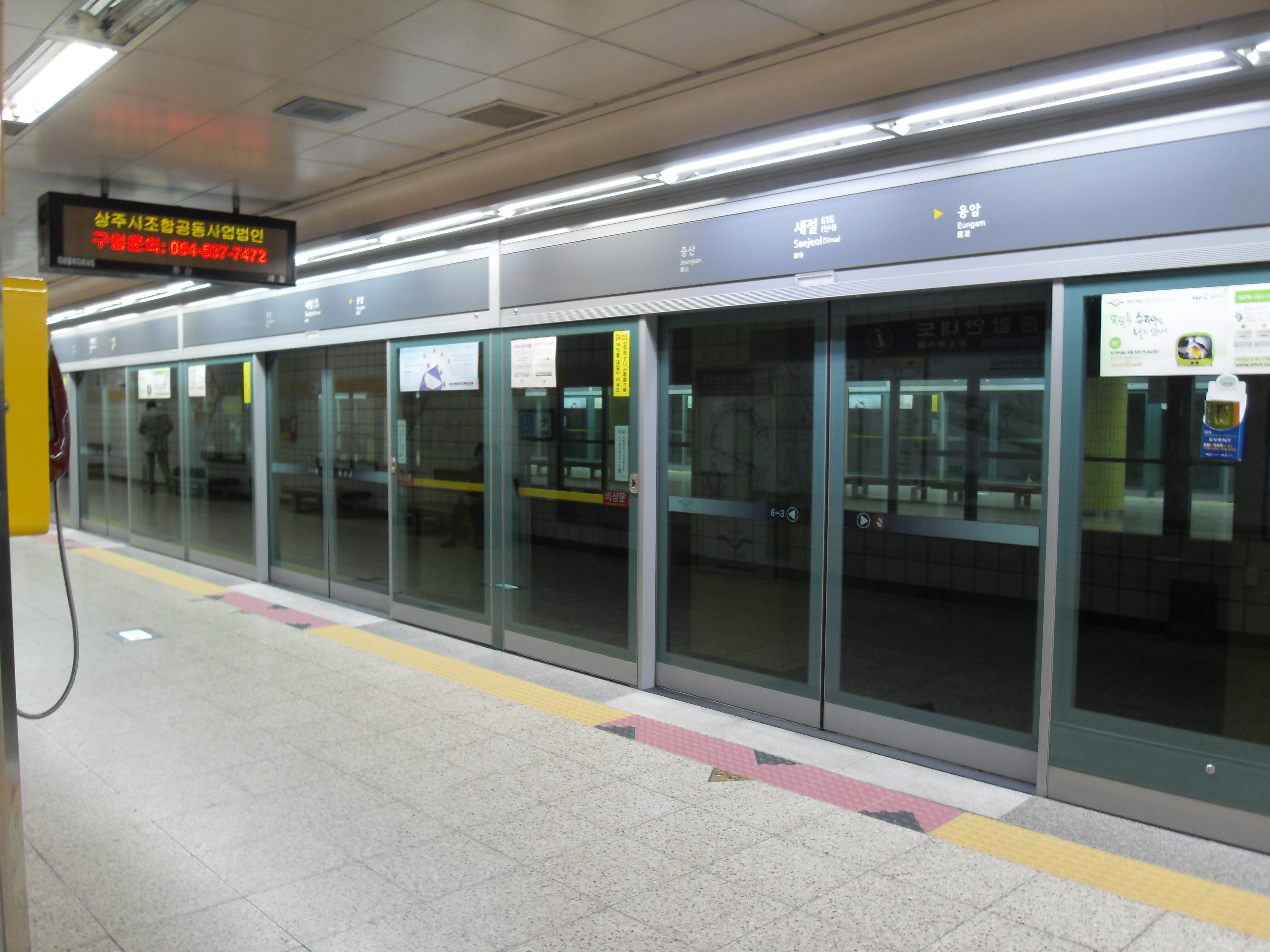
6호선 새절역
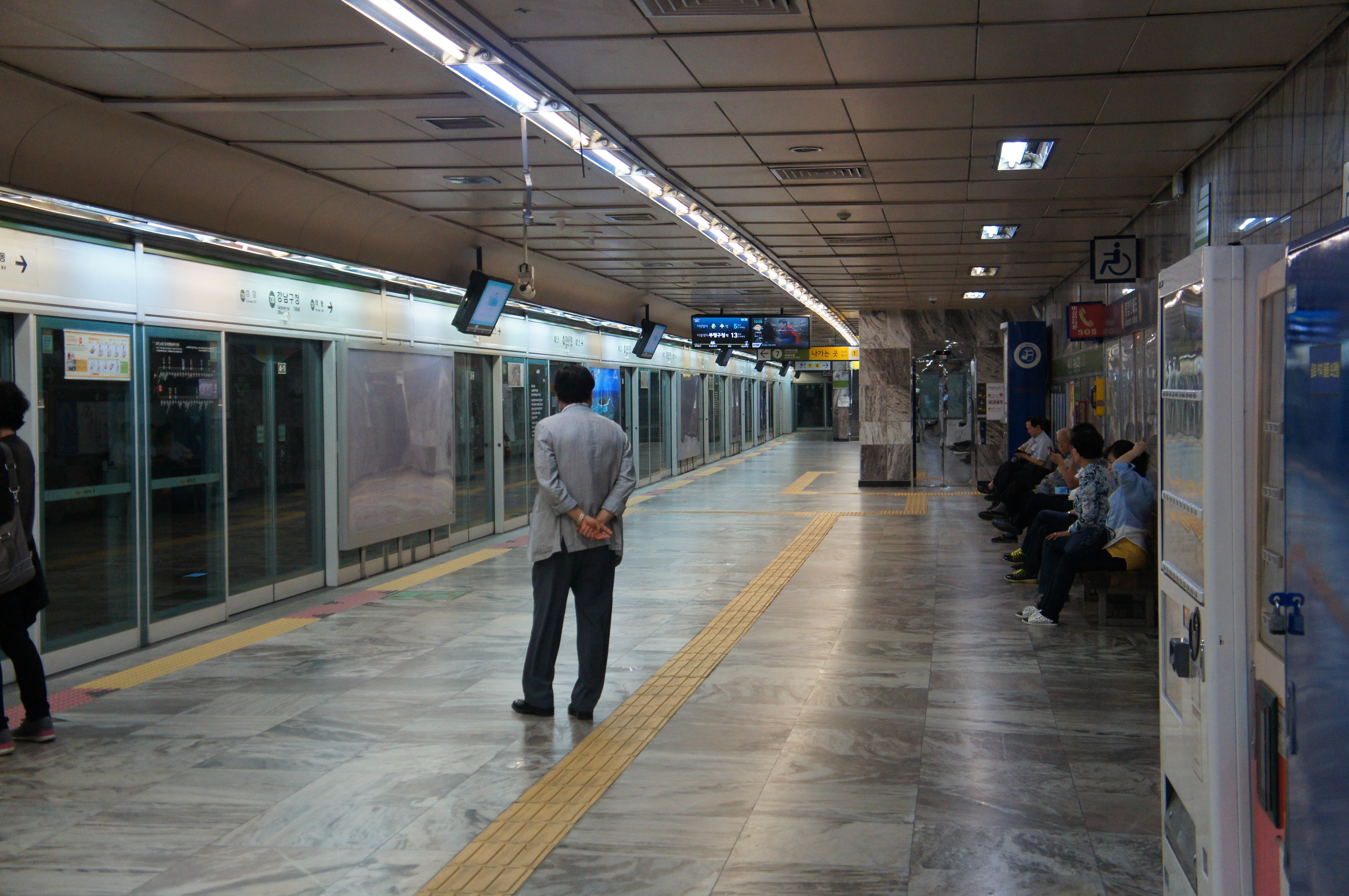
7호선 강남구청역
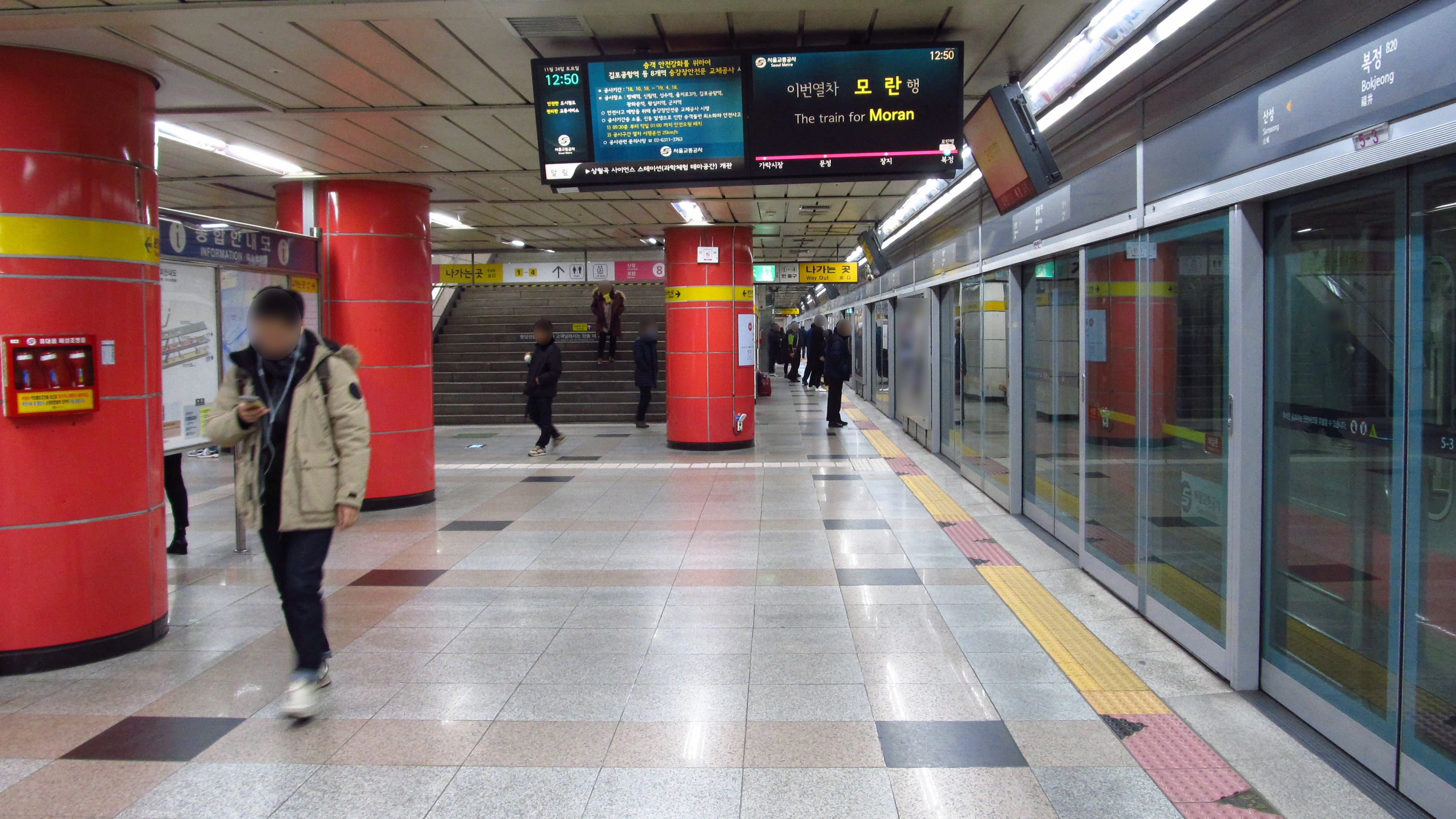
8호선 복정역
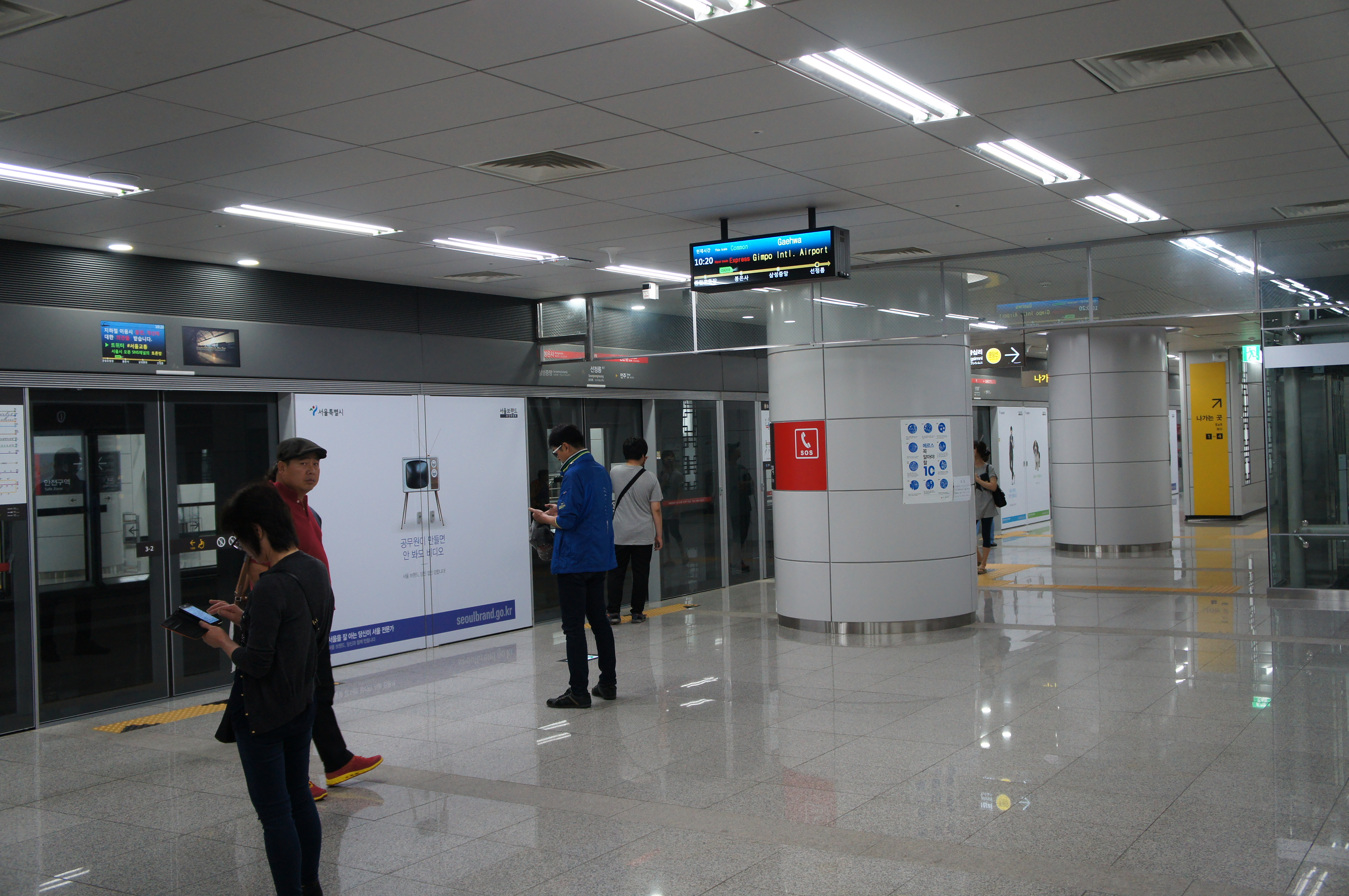
9호선 선정릉역
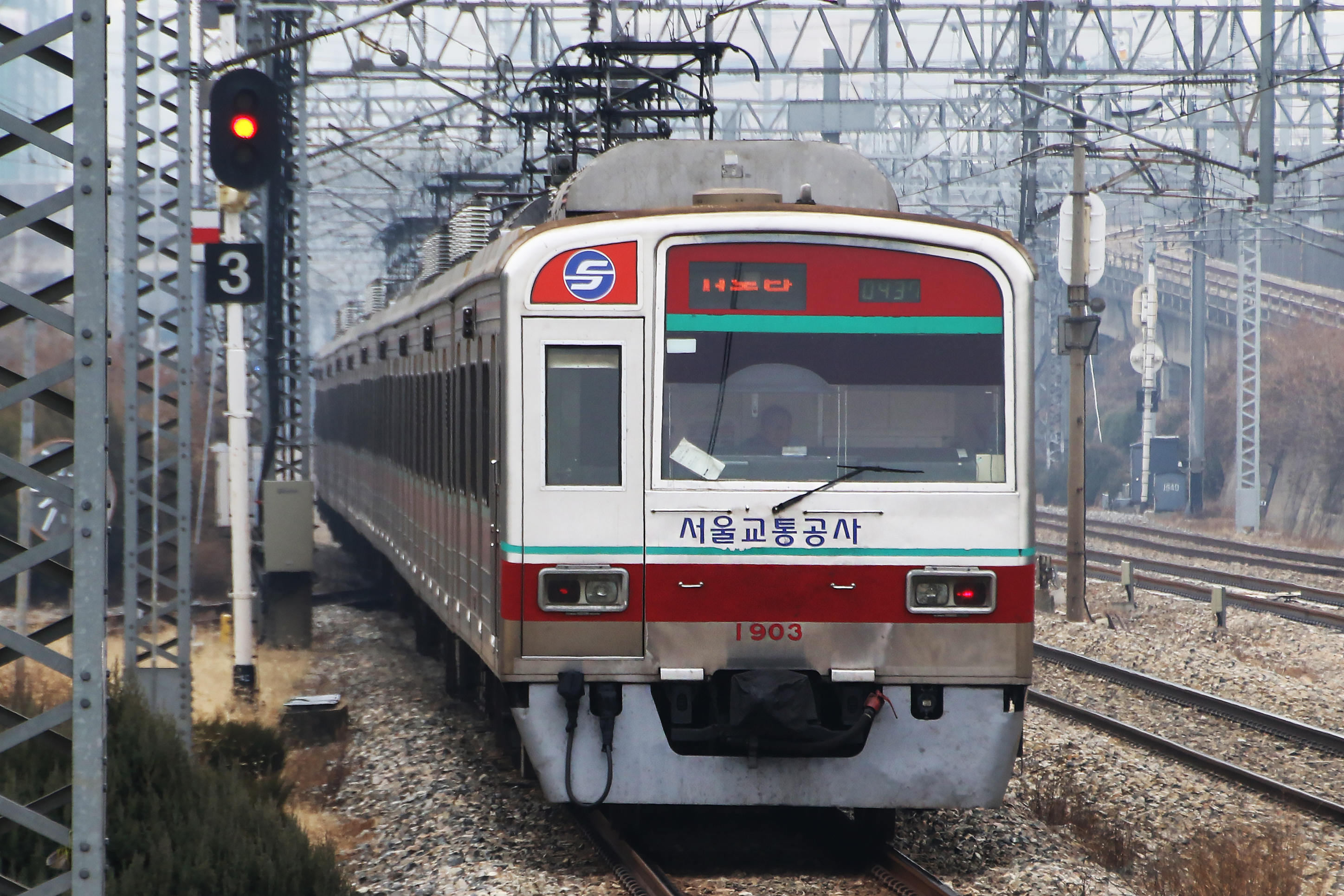
1호선
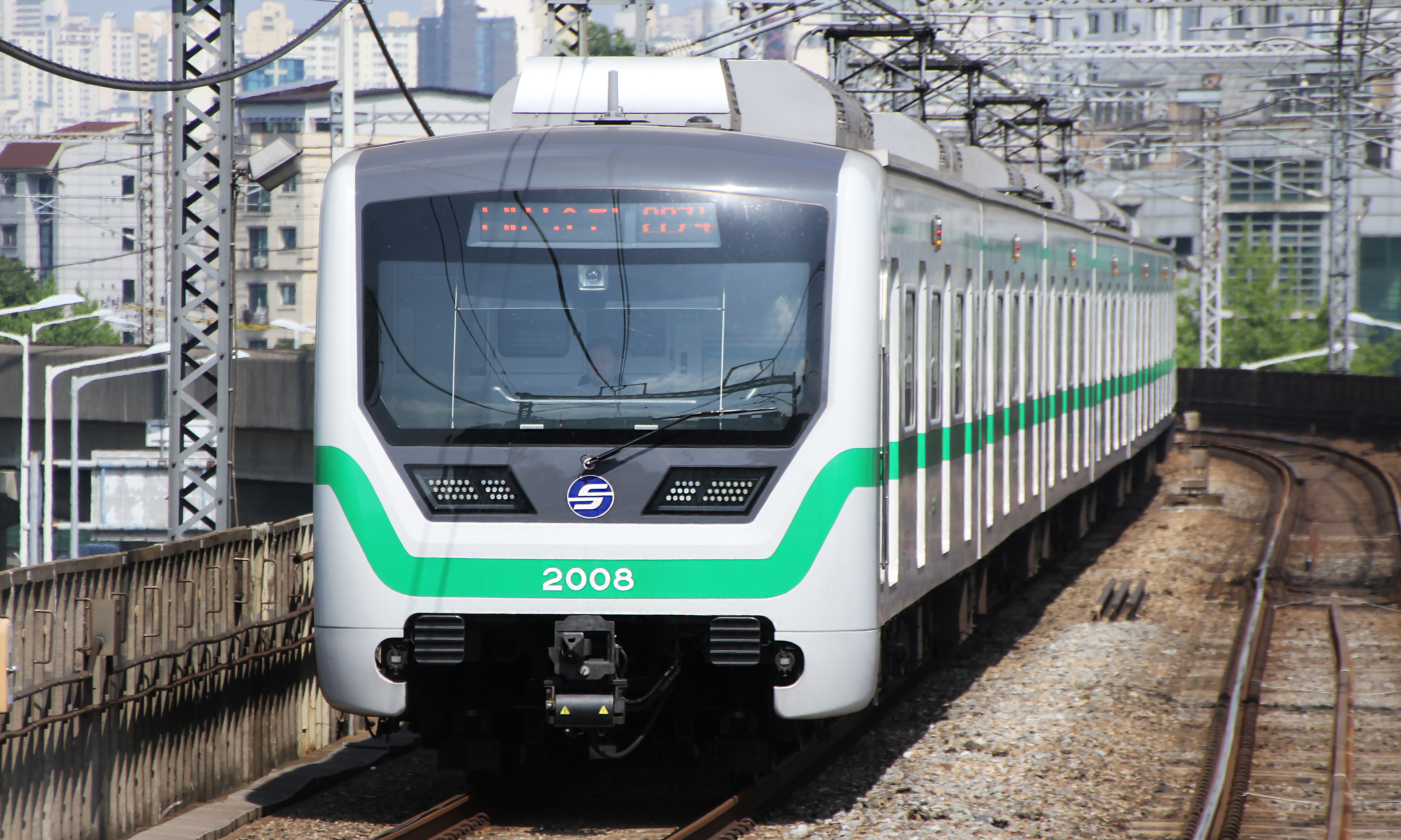
2호선 (208편성)
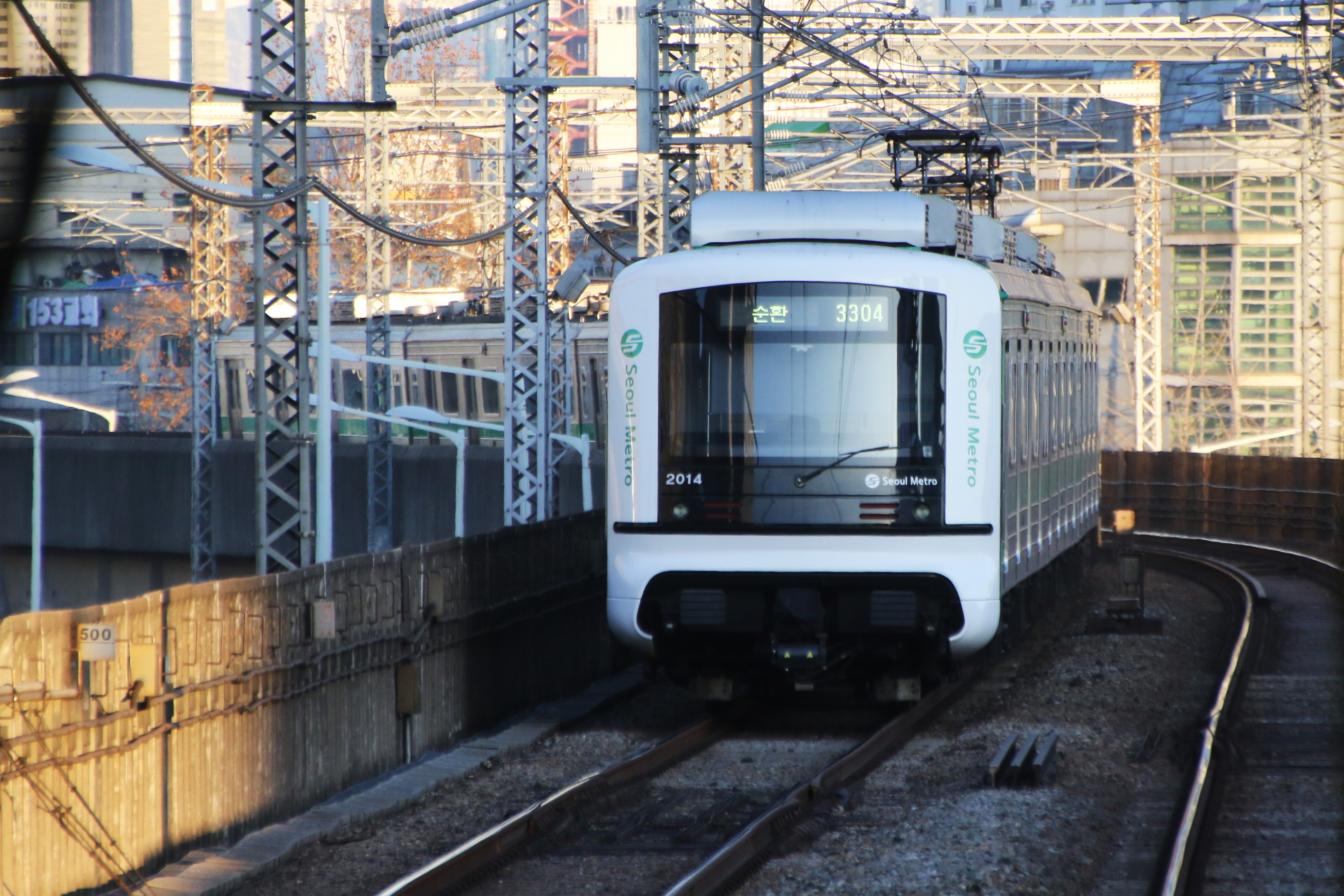
2호선 (214편성)
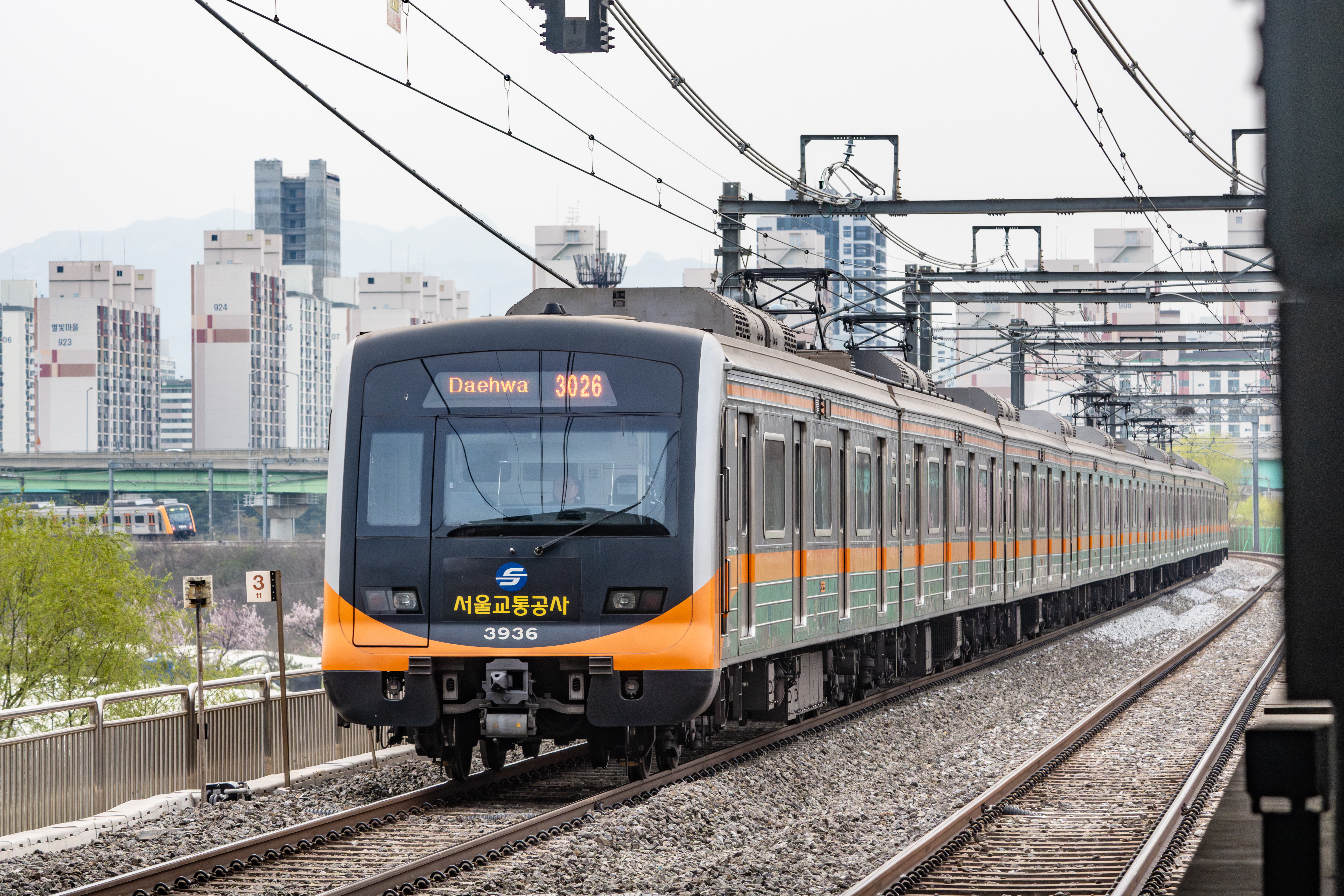
3호선
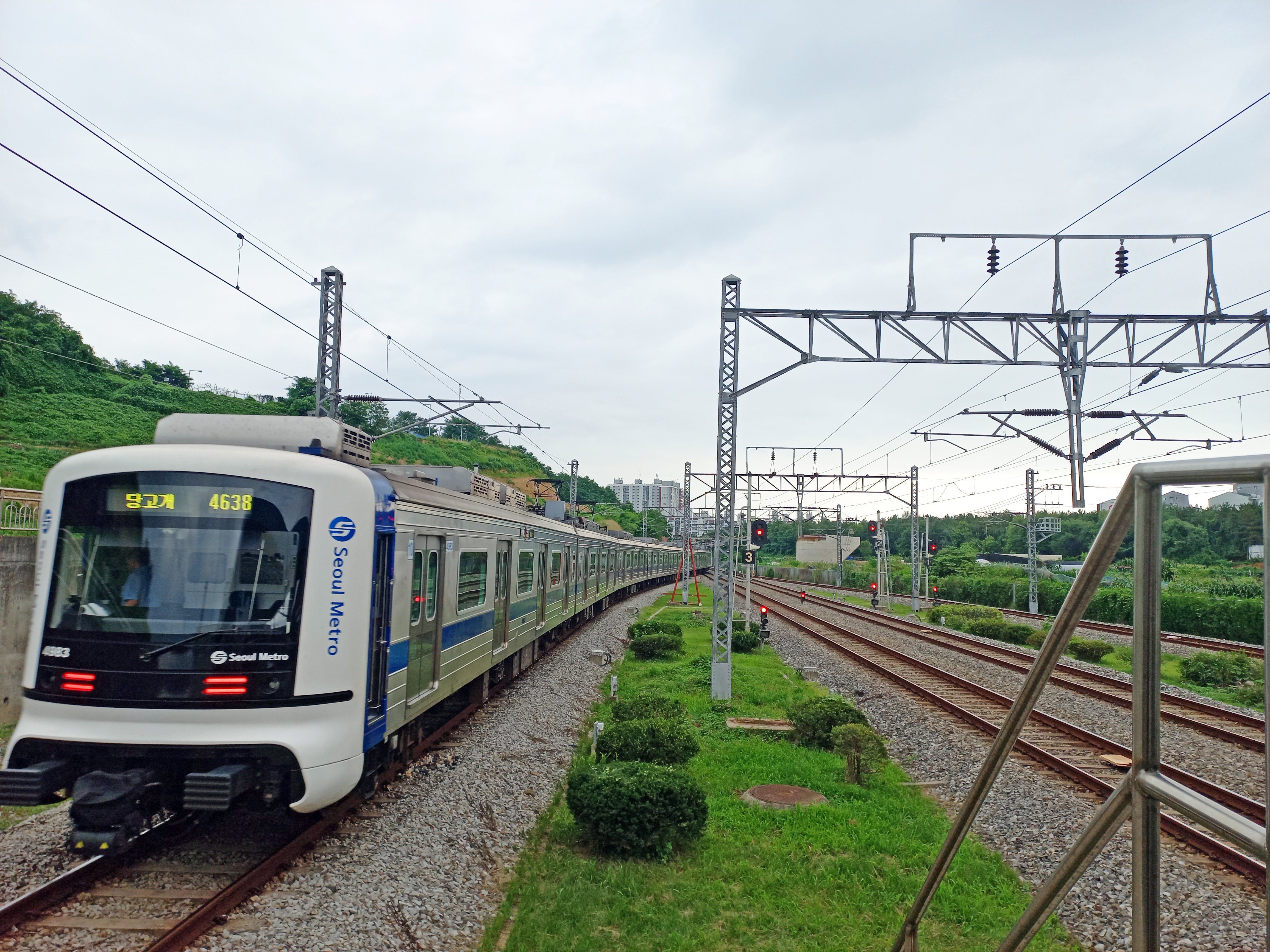
4호선
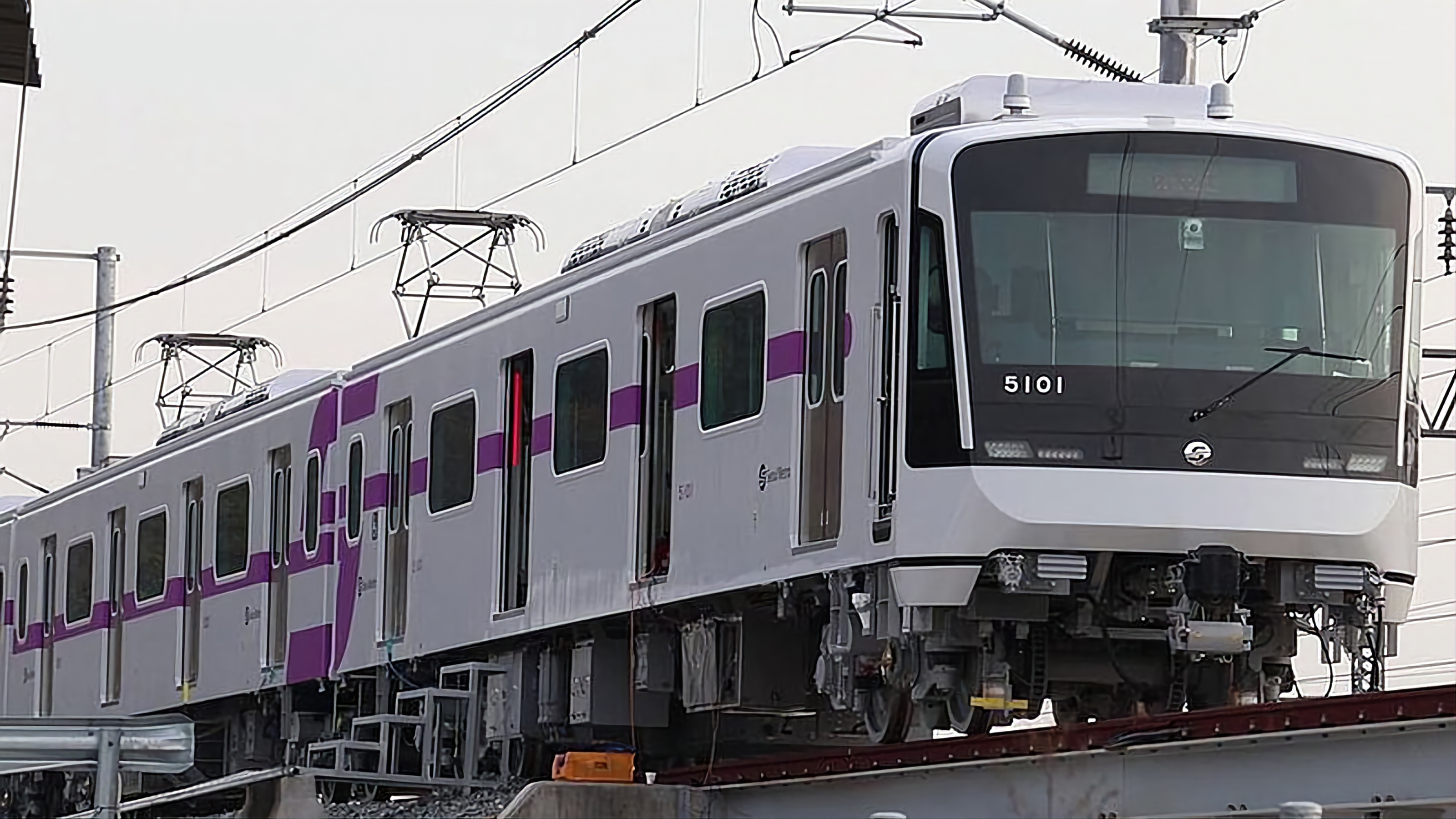
5호선
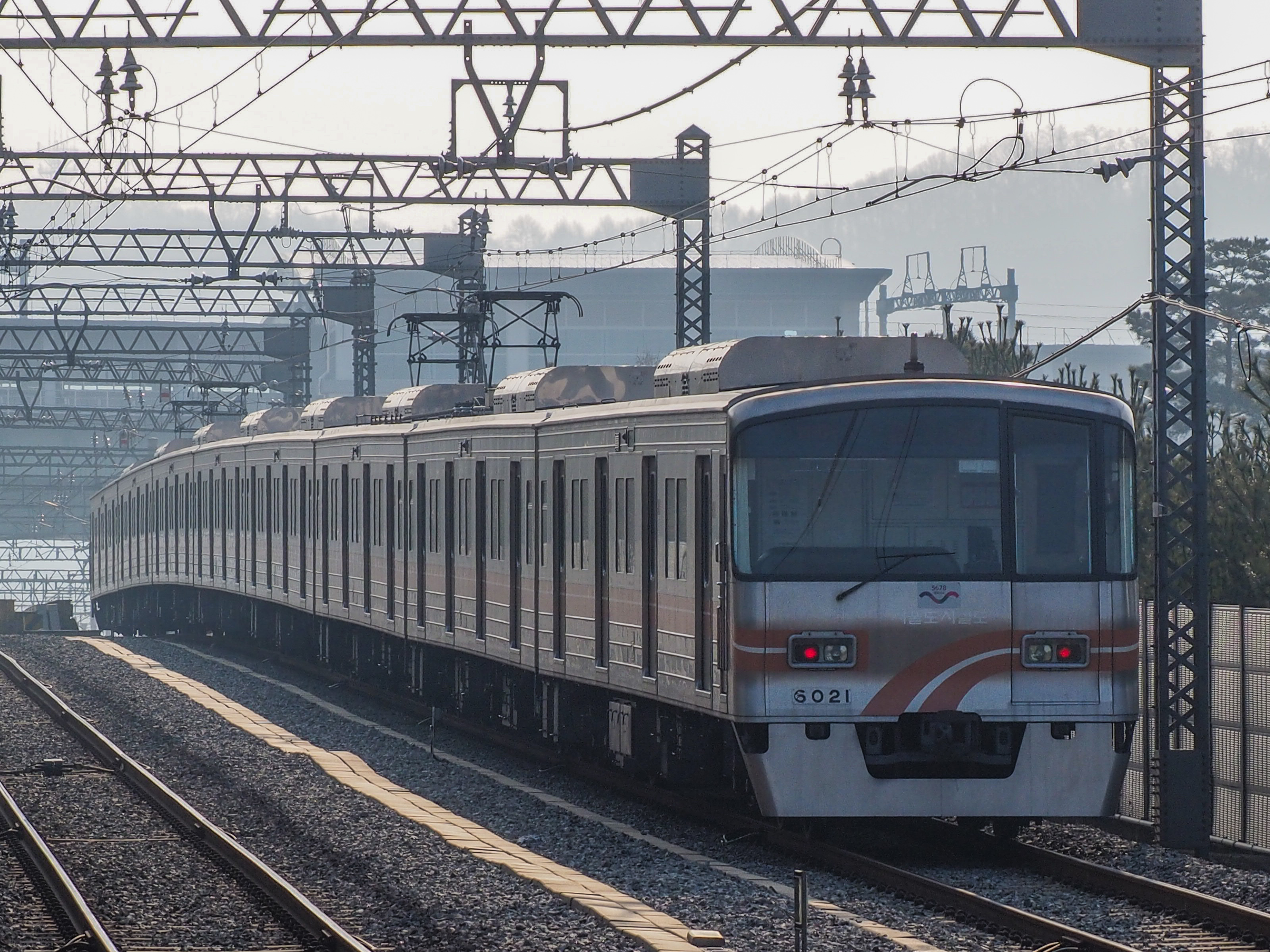
6호선
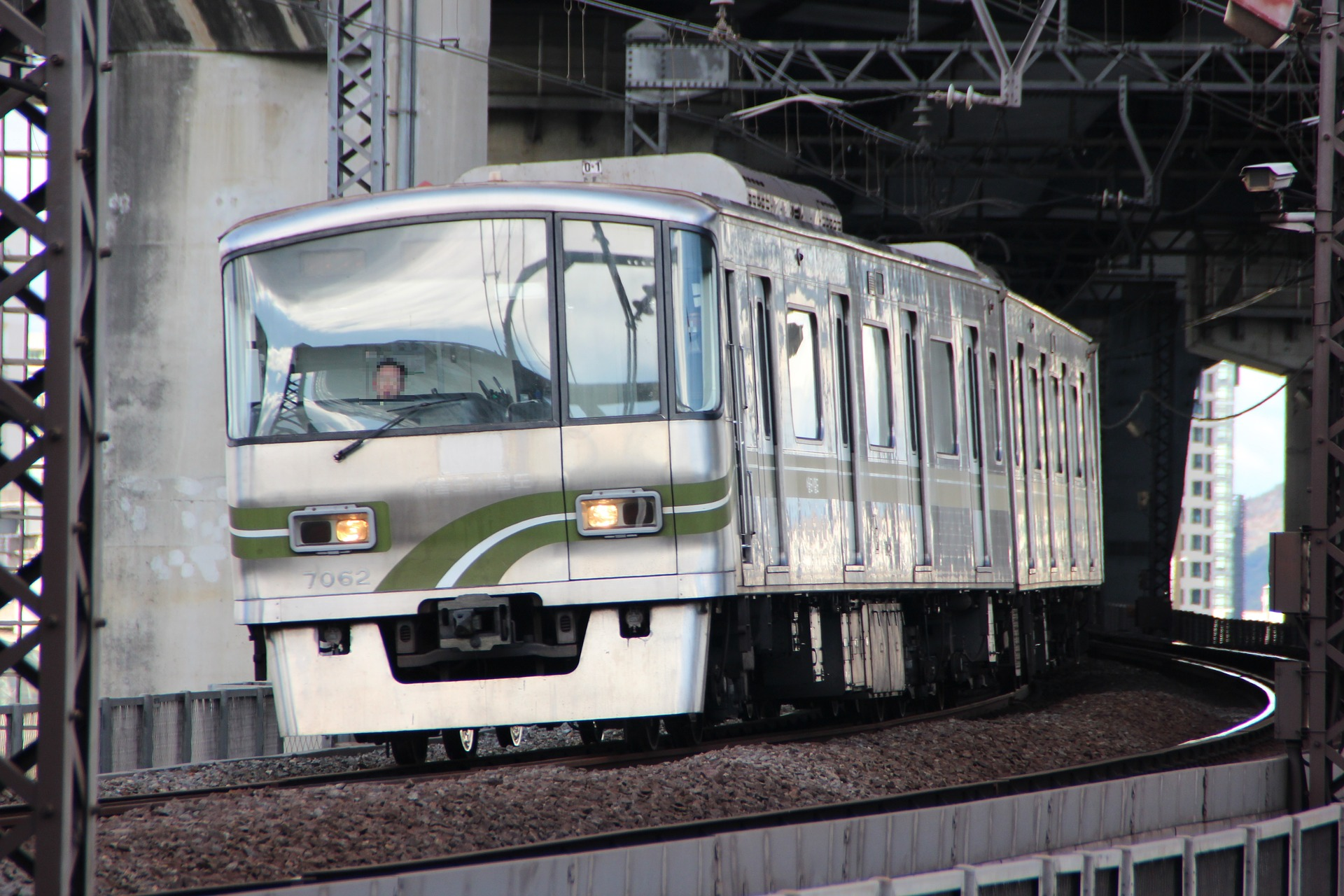
7호선
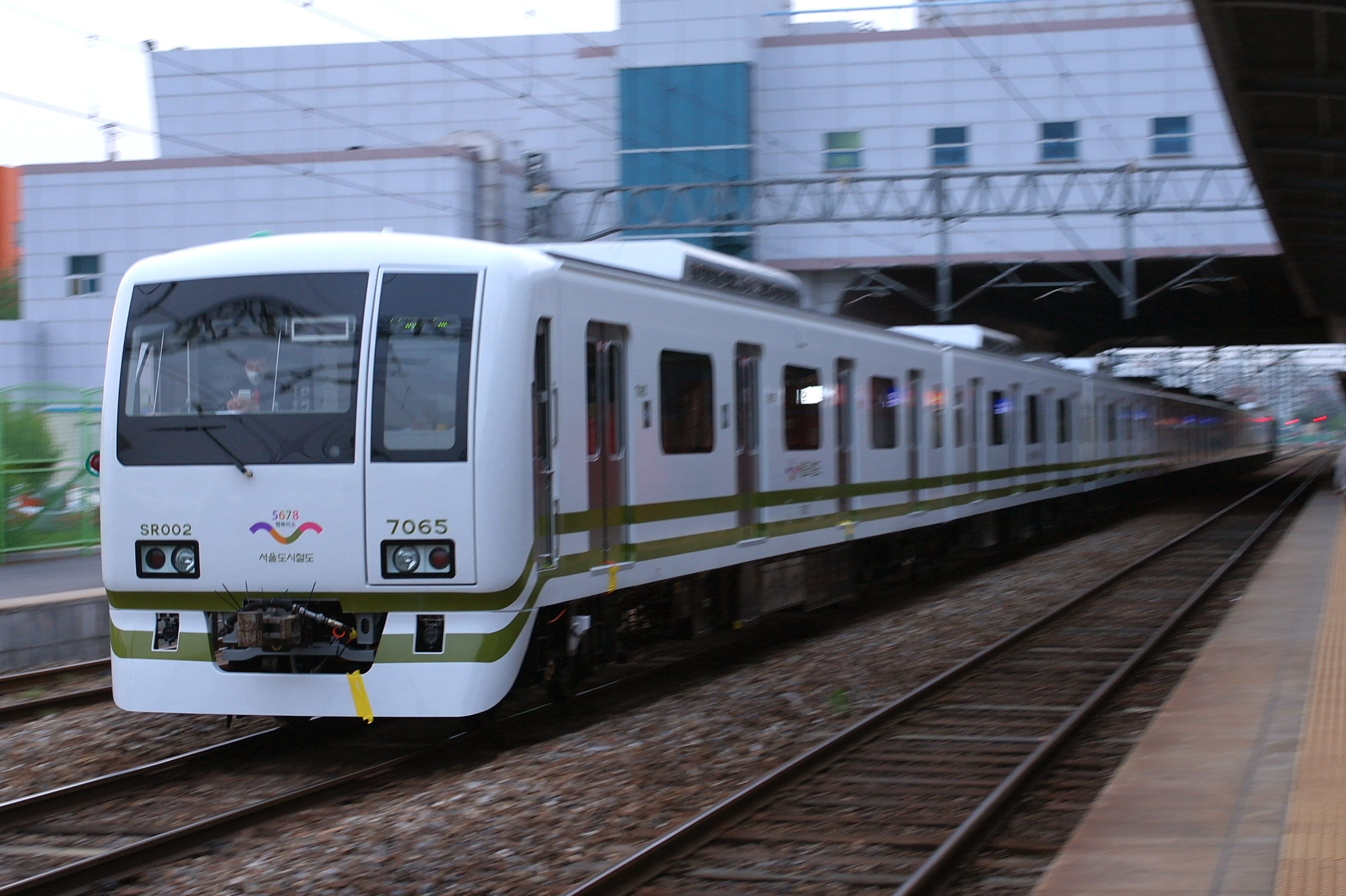
7호선 (SR002호)
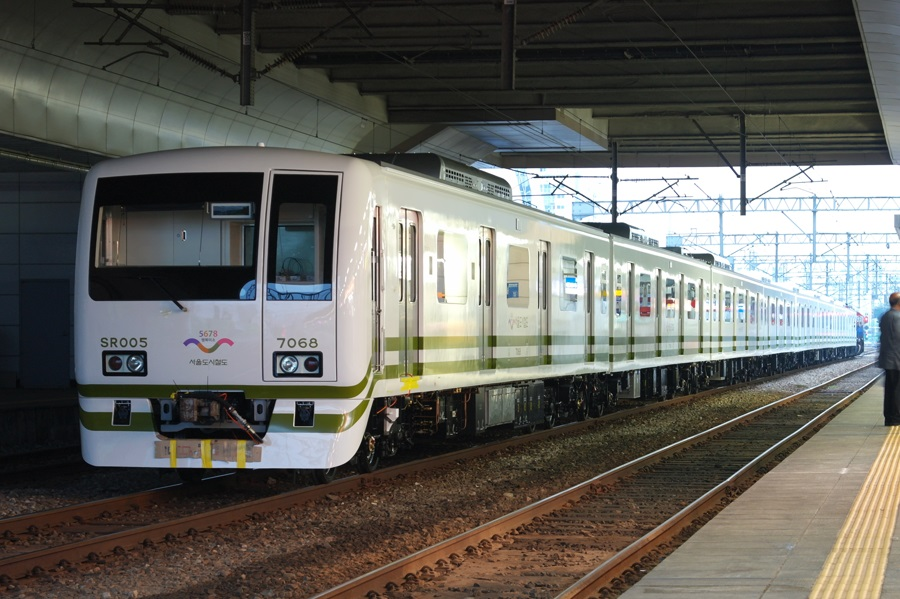
7호선 (SR005호)
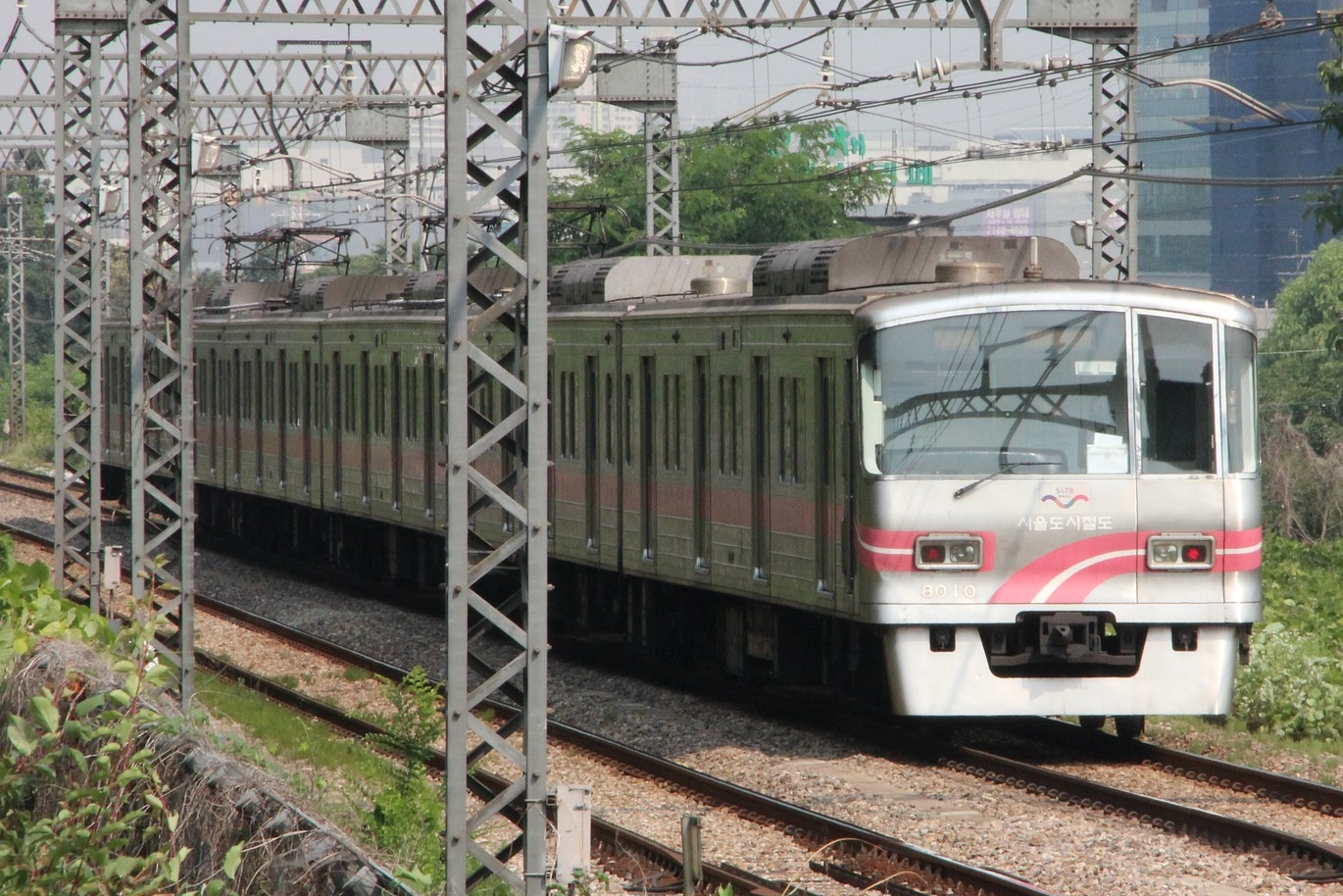
8호선
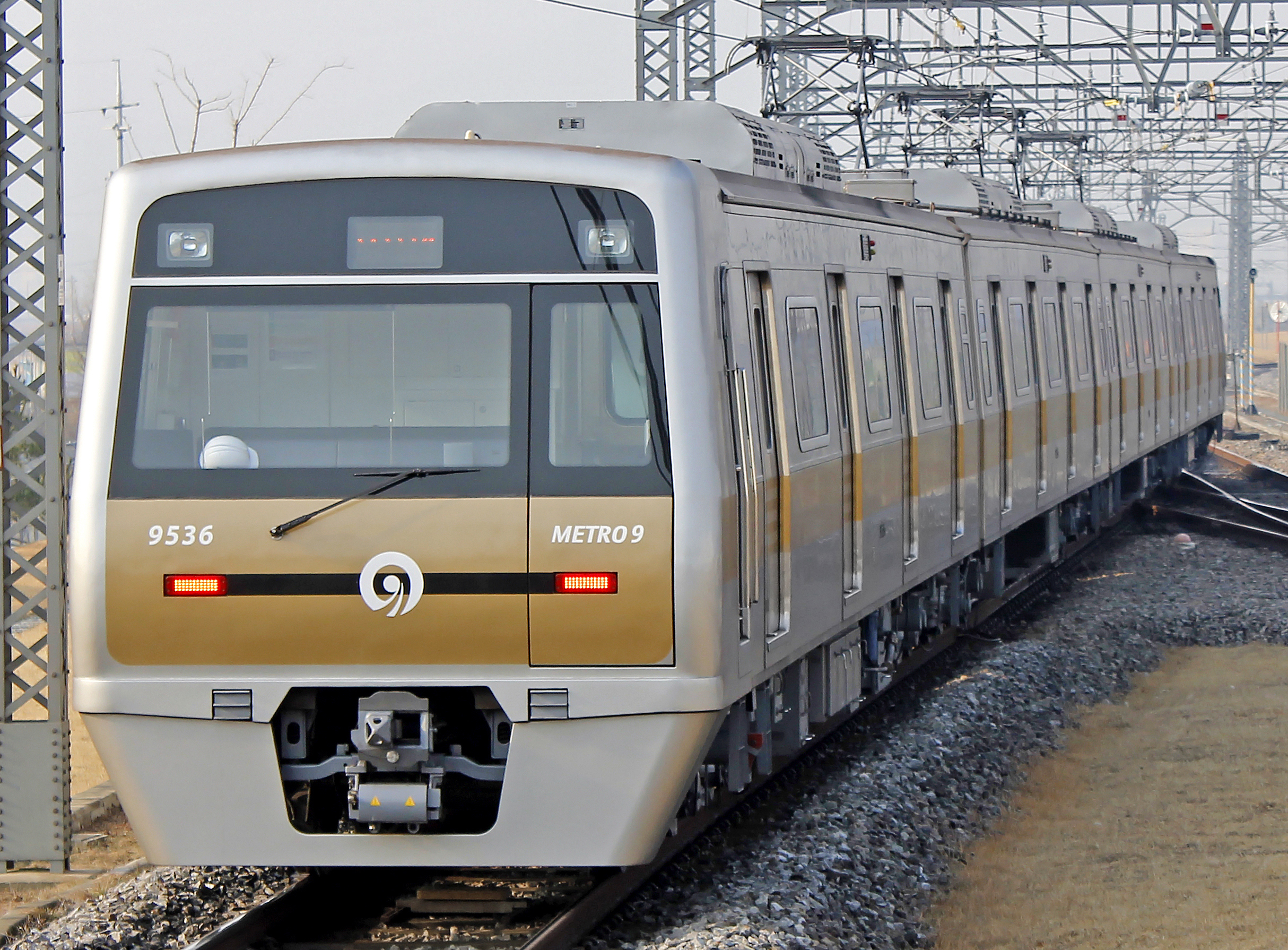
9호선

## 같이 보기
- 대한민국의 도시철도
  - 부산 도시철도
  - 인천 도시철도
  - 대전 도시철도
  - 광주 도시철도
  - 대구 도시철도
- 수도권 전철
- 지하철 목록
- 지옥철

## 사건사고
- 서울지하철 7호선 방화 사건
- 서울지하철 3호선 방화 사건

## 주해
1. ↑  소유권은 서울특별시청에 있으며, 서울 지하철 7호선 일부 구간은 경기도 부천시와 인천광역시가 소유하고 있다.
2. ↑  서울특별시 내에 있더라도 국가철도공단이 소유하고 한국철도공사가 운영하는 구간은 서울특별시의 도시철도로 분류되지 않는다.
3. ↑  JR이 운영하는 노선은 제외한다.
4. ↑  한국철도공사 · 공항철도 · 신분당선이 운영하는 구간은 광역철도 범위에서 제외됨
5. ↑  장암~온수 구간은 서울특별시 도시기반시설본부에서 소유함
6. ↑  까치울~상동 구간은 부천시가 소유함
7. ↑  삼산체육관~석남 구간은 인천광역시가 소유함